# Włodzimierz Szafrański
Włodzimierz Szafrański (ur. 28 kwietnia 1920 w Poznaniu, zm. 15 kwietnia 1998 w Warszawie) – polski historyk, archeolog, religioznawca.

## Życiorys
Od dzieciństwa pasjonował się historią, mając piętnaście lat odkrył w Murowanej Goślinie grób kultury pomorskiej, jego opis w formie krótkiej notatki został w tym samym roku opublikowany w czasopiśmie „Z Otchłani Wieków”. Z uwagi na jego zaangażowanie i wiedzę trzy lata przed egzaminem maturalnym prof. Józef Kostrzewski i prof. Zdzisław Rajewski zaangażowani Włodzimierza Szafrańskiego do ekspedycji archeologicznej prowadzącej prace Biskupinie. W 1945 rozpoczął czteroletnie studia na Wydziale Historii Uniwersytetu Poznańskiego, równocześnie pracował na stanowisku asystenta w Muzeum Archeologicznym w Poznaniu. Po ukończeniu studiów w 1949 rozpoczął pracę w Instytucie Badania Starożytności Słowiańskich Uniwersytetu Poznańskiego, w 1951 przedstawił pracę doktorską i został członkiem, a następnie adiunktem w Kierownictwie Badań nad Początkami Państwa Polskiego. W 1955 przeprowadził się do Warszawy i podjął pracę w Instytucie Historii Kultury Materialnej Polskiej Akademii Nauk, rok później uzyskał tytuł zastępcy profesora, a w 1958 docenta. W tym samym roku został wybrany na kierownika Uniwersyteckiej Ekspedycji Wykopaliskowej pracującej w Biskupinie, a od 1959 do 1966 pełnił funkcję sekretarza Komisji Archeologicznej Obchodów Tysiąclecia Państwa Polskiego. Wielokrotnie wyjeżdżał uzupełniać wiedzę poza granice Polski, m.in. studiował pod kierunkiem André Dupont-Sommera w École pratique des hautes études w Paryżu, na Sorbonie i stażował w Muzeum Guimet, w Università per stranieri di Perugia w Perugii rozszerzał swoją wiedzę w zakresie etruskologii, uczestniczył też w pracach prowadzonych w Bagdadzie. Pracując w Instytucie Historii Kultury Materialnej PAN początkowo był kierownikiem pracowni, Zakładu Historii Metali, archiwum, a następnie od 1968 zastępcą dyrektora, był też członkiem kolegium i redaktorem czasopisma „Polskie Badania Archeologiczne”. W 1971 uzyskał tytuł profesora nadzwyczajnego Uniwersytetu Warszawskiego. Równocześnie od początku lat 60. kierował Pracownią Archeologiczną w Płocku, gdzie prowadził przez piętnaście szereg badań nad historią osadnictwa na tym terenie.

## Dorobek naukowy
Dorobek naukowy prof. Włodzimierza Szafrańskiego obejmuje ponad 120 prac naukowych opublikowanych w 13 językach obcych. Należał do licznych towarzystw naukowych w kraju i na świecie, był wykładowcą na Uniwersytecie Poznańskim i Warszawskim, szczególnie dużo uwagi poświęcił badaniom wspólnot pierwotnych oraz kształtowaniu się stosunków produkcyjnych wielkiej własności ziemskiej w czasach wczesnofeudalnych. Szczególnie dużo uwagi poświęcił prof. Włodzimierz Szafrański pracom archeologicznym w Płocku, gdzie udało mu się udowodnić znaczenie osadnictwa w czasach pogańskich i początkach państwowości. Ogromne znaczenie miało odkrycie tam pozostałości pięciu budowli tj. preromańskie palatium z końca X wieku, rotunda o kolistej nawie z połowy XI wieku, równy jej wiekiem monaster z oratorium, trójkątny triconchos baptysterialny i wczesnoromańskie palatium z czasów Władysława Hermana. Włodzimierz Szafrański był honorowym członkiem Towarzystwa Naukowego Płockiego. Podobnych odkryć, ale o mniejszej skali dokonał w Sandomierzu, gdzie również znaleziono pozostałości dwóch kamiennych budowli preromańskich.

## Odznaczenie
- Krzyż Kawalerski Orderu Odrodzenia Polski;
- Odznaka 1000-lecia Państwa Polskiego;
- Medal „Zasłużony dla Płocka”;
- Złota Odznaka „Za zasługi dla województwa warszawskiego”;
- Nagroda Prezydium Warszawskiej Wojewódzkiej Rady Narodowej.